# Каменка-Геолог
Каменка-Геолог — упразднённый посёлок в Свердловской области. В 2019 году включён в состав города Верхняя Тура.

## География
Расстояние до Екатеринбурга 179 км.

## История
На уровне муниципального устройства входил в состав городского округа Верхняя Тура, на уровне административно-территориального устройства — в состав города Верхняя Тура.
Код ОКАТО 65470503001, в ОКТМО, Уставе городского округа Верхняя Тура и документах, касающихся административно-территориального и муниципального устройства, не значился, но был учтён при переписи 2010 года.

## Население
На 2010 год 41 человек.
На 1 января 2019 года 38 человек.
Также в городском округе Верхняя Тура Росстатом до 2019 года включительно учитывалось сельское население. На 2020 год сельское население учтено как городское.